# SN 2004di
SN 2004di – supernowa typu Ia odkryta 26 lipca 2004 roku w galaktyce UGC 10097. W momencie odkrycia miała maksymalną jasność 17,00m.